# Hydrocotyle exigua
Hydrocotyle exigua là một loài thực vật có hoa trong Họ Cuồng. Loài này được Malme mô tả khoa học đầu tiên.